# Aeroportul Townsville
Aeroportul Townsville (IATA: TSV, ICAO: YBTL) este un aeroport din Queensland, Australia ce deservește zona Townsville. Aeroportul a fost tranzitat în 2022 de 1.524.187 de pasageri. A fost deschis în 1939 și numit după zona deservită.
Situat la o altitudine de 5 m, aeroportul dispune de o singură pistă.